# Mount Cardinall
Mount Cardinall är ett berg i Antarktis. Det ligger i Västantarktis. Argentina, Chile och Storbritannien gör anspråk på området. Toppen på Mount Cardinall är 675 meter över havet.
Terrängen runt Mount Cardinall är huvudsakligen kuperad, men söderut är den platt. Havet är nära Mount Cardinall söderut. Trakten är glest befolkad. Närmaste befolkade plats är Esperanza Base, 10,5 kilometer nordost om Mount Cardinall.